# محوطه علی اکبر دره سی
محوطه علی اکبر دره سی مربوط به دوره اشکانیان است و در شهرستان نمین، بخش مرکزی، روستای سلوط واقع شده و این اثر در تاریخ ۱۷ اسفند ۱۳۸۱ با شمارهٔ ثبت ۷۸۱۸ به‌عنوان یکی از آثار ملی ایران به ثبت رسیده است.